# Костел Небовзяття Пресвятої Діви Марії (Залісся)
Косте́л Небовзяття Пресвятої Діви Марії в Заліссі — культова споруда, римо-католицький храм у селі Заліссі Тернопільської области України.

## Історія

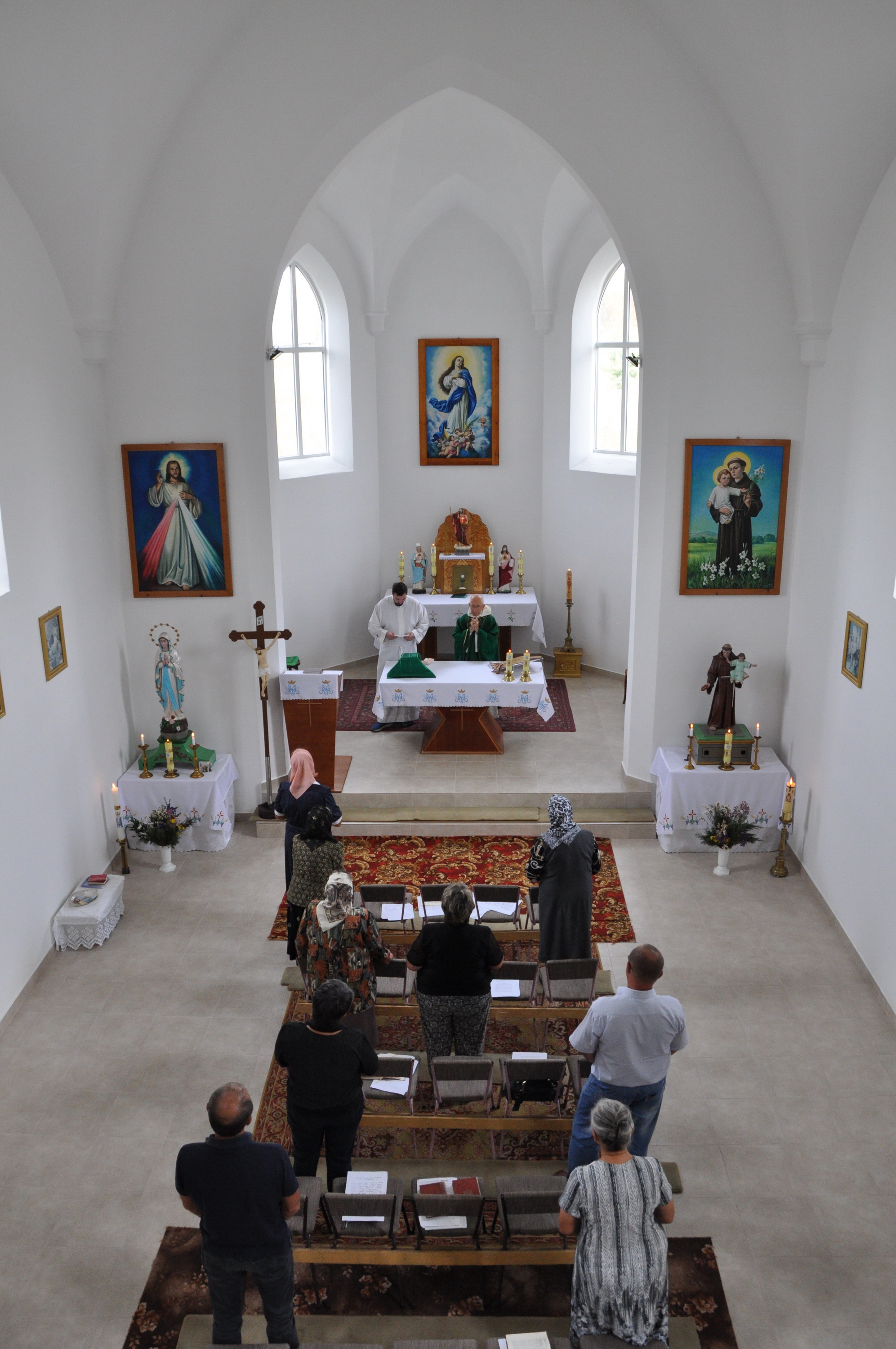
Під час Служби Божої в костелі.

Римо-католицька громада села Залісся вперше згадується в XVII столітті, до війни належали до парафії святої Анни в містечку Озерянах, а власну муровану святиню — філіальний костел — тут спорудили в 1894 році.
У радянські роки костел як культова споруда не діяв, у ньому зробили зерносховище, а пізніше — спортзал.
У 1991 році святиню повернули римо-католицькій громаді для богослужінь. Костел відвідують жителі села та віруючі з навколишніх сіл.
Донедавна парафію обслуговували отці Михайлити, а нині — отці Домінікани.

## Опис
Костел — мурований, однонавний, архітектура — з неоготичними рисами. Увагу привертає фасад, увінчаний трикутним щипцем зі ступінчастих вершин і чотиригранною башточкою. Над головним входом є вікно.